# Tex Avery

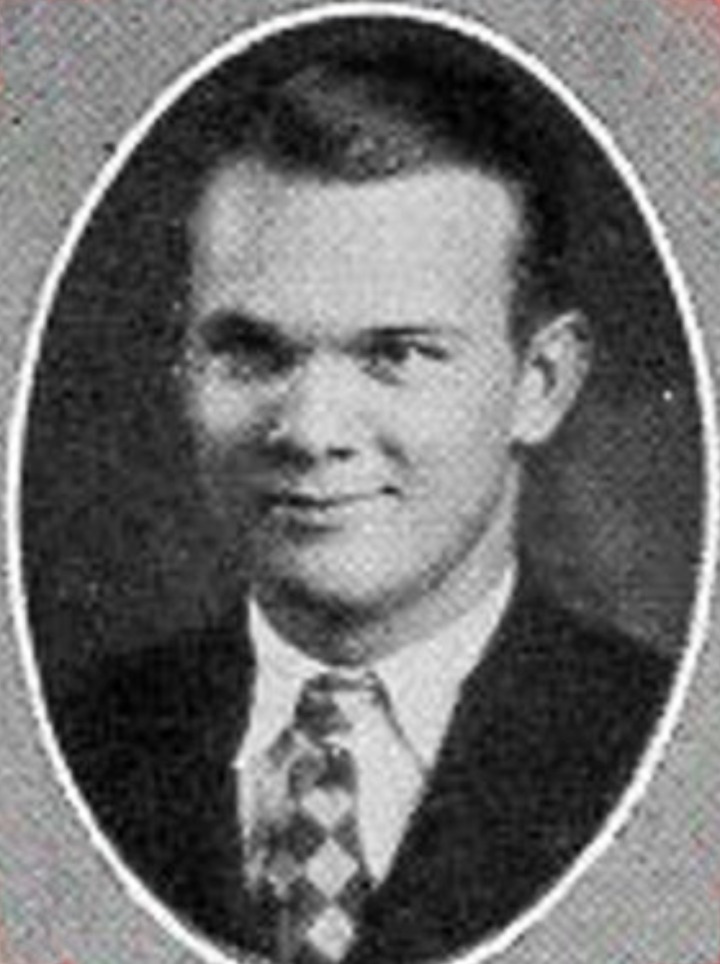
Porträtfoto von Tex Avery, Schuljahrbuch 1926

Tex Avery (eigentlich Frederick Bean Avery; * 26. Februar 1908 in Taylor, Williamson County, Texas; † 26. August 1980 in Burbank, Kalifornien) war ein US-amerikanischer Regisseur und Zeichner von Zeichentrickfilmen. Avery war wesentlich an der Entstehung der Figuren Schweinchen Dick, Elmer Fudd, Daffy Duck, Bugs Bunny, Screwy Squirrel, George und Junior, und Droopy Dog beteiligt.
Mit seinen rasanten Verfolgungsjagden, absurden Gags und aberwitzigen Übertreibungen hat er das Genre bis an seine Grenzen ausgeschöpft und maßgeblich geprägt. Sein Leitspruch lautete: „In einem Cartoon ist alles möglich.“

## Laufbahn

### Herkunft
Frederick Bean Avery war der Sohn von George Walton Avery (1867–1935) und dessen Ehefrau Mary Augusta Bean (1886–1931). Mütterlicherseits ist er ein direkter Nachfahre des selbsternannten Friedensrichters Roy Bean. Seine Großmutter verschwieg ihm weitere Details, da sie sich für diesen exzentrischen Verwandten schämte: “Don't ever mention you are a kin to Roy Bean. He's a no good skunk!! – Sage niemandem, dass du mit Roy Bean verwandt bist. Er war ein Tunichtgut!!”
Aufgrund seiner Herkunft und seines texanischen Dialekts bekam Fred Avery seinen Spitznamen „Tex“.

### Jugend
Bereits auf der Highschool war Tex Avery als Zeichner aktiv. Er zeichnete für eine Schülerzeitung und veröffentlichte außerdem einen wöchentlichen Onepager, den er an die Wandzeitung pinnte. Darüber hinaus belegte er einen dreimonatigen Sommerkurs am Chicago Art Institute; als Lehrer wurden Karikaturisten der führenden Tageszeitungen eingeladen. Nach Abschluss der North Dallas High School im Juni 1927 arbeitete Avery an einem Comicstrip, den er verschiedenen Zeitungen anbot. Allerdings erntete er nur Absagen. Durch die Freundin eines Freundes kam Tex Avery in die Tusch- und Zeichenabteilung von Walter Lantz Productions, einem etablierten Studio für Zeichentrickfilme.

### Walter Lantz (1930–1935)
Ab 1930 war Tex Avery für Walter Lantz als Trickfilmzeichner tätig. Er tuschte und zeichnete u. a. für die Reihe Oswald the Lucky Rabbit, einem Vorläufer von Micky Maus. Auch war er an der Entstehung der Kurztrickfilme Elmer, the Great Dane und Towne Hall Follies (beide 1935) beteiligt.
Durch einen fahrlässigen Streich seiner Kollegen verlor Tex Avery in den Zeichenstudios ein Auge. So war es bei den jungen Zeichnern untereinander üblich, mit einer Schleuder hin und wieder auf den Hinterkopf eines Anwesenden zu zielen. Bei einem dieser Angriffe wurde Avery, da er sich just in jenem Moment umdrehte, von einer Büroklammer ins Auge getroffen. Seitdem war Tex Avery auf dem linken Auge blind.

We were all a group of crazy gagsters that would attempt anything for a laugh, and one routine was the rubber band and paper spitball shot at the back of the head.

„Wir waren eine Truppe verrückter Spaßvögel, die für einen Lacher alles taten. Ein Routinespäßchen war die Sache mit dem Gummiband, bei der man mit einem Papierkügelchen auf den Hinterkopf zielte.“

Tex Avery verließ Walter Lantz nach fünf Jahren Zusammenarbeit aus finanziellen Gründen und wechselte in die Trickfilmabteilung von Warner Bros.

### Warner Brothers (1936–1942)
Tatsächlich arbeitete Tex Avery für Leon Schlesinger, der die Zeichentrickfilme auf eigene Rechnung produzierte und sie via Warner Brothers Pictures in den Reihen Looney Tunes und Merrie Melodies veröffentlichte. Im Vorstellungsgespräch behauptete Avery gegenüber Schlesinger, er hätte bereits bei zwei Cartoons die Regie übernommen – was so nicht stimmte.
Leon Schlesinger, dessen Zeichenstudio durch den Weggang von Hugh Harman und Rudolf Ising empfindlich geschwächt war, wagte das Risiko mit seinem Neuzugang. Schlesinger stellte Avery eine abgelegene Baracke sowie eine Gruppe Zeichner zur Verfügung, die ohnehin etwas Neues probieren wollten. Zu diesen Zeichnern gehörten Chuck Jones, Bob Clampett und Bob Cannon; die alte Zeichenbaracke erhielt die Scherzadresse Termite Terrace („Termiten-Terrasse“).
Für das erste Trickfilm-Projekt Gold Diggers of '49 (1935) bediente sich das Team an dem Trickfilm I Haven't Got a Hat (1935), für den Bob Clampett ein stotterndes Schweinchen kreiert hatte. Dieses namenlose Schweinchen wurde nun zu Schweinchen Dick und sollte sich rasch zum Maskottchen der Looney Tunes entwickeln. Das Team um Fred Avery erfand sukzessive die Charaktere Egghead alias Elmer Fudd, Bugs Bunny und Daffy Duck, bei deren Filmdebüts „Fred Avery“ jeweils die Regie übernahm.
Da vorrangig Tiere als Zeichentrickfiguren fungierten, kam Avery 1941 auf die Idee, reale Tiere dank Rotoskopie zum Sprechen zu bringen. Avery stellte Schlesinger die Idee vor, doch der lehnte mit der Begründung ab, dass er ihn für Cartoons bezahle und nicht für „echte“ Filme; das sei der Aufgabenbereich von Warner.
Die Zusammenarbeit mit Leon Schlesinger gestaltete sich zunehmend problematisch. So wollte der Studio-Chef nicht, dass Tex Avery namentlich als Regisseur auftauchte. Lediglich der Hinweis „Supervision: Fred Avery“ war gestattet. Auch mussten alle Mitarbeiter einen Teil ihres Lohns (25 Dollar wöchentlich) in eine Art Zwangslotterie („cutthroat poker“) einzahlen, deren Gewinne Leon Schlesinger einkassierte.

### Paramount Pictures (1941)
Bei Paramount gab Tex Avery nur ein kurzes Zwischenspiel mit der Reihe Speaking of Animals. Die Reihe beruhte auf Averys Idee, Tierfilme zu synchronisieren und die Tiere „zum Sprechen“ zu bringen. Die Idee hatte Leon Schlesinger nicht behagt, darum wurde sie von Paramount Pictures umgesetzt. Nach nur drei Folgen verließ Avery die Paramount Studios und wechselte zu MGM. Die Reihe Speaking of Animals wurde ohne ihn weitergeführt und 1943 (für Speaking of Animals and Their Families) und 1945 (für Who’s Who in Animal Land) mit einem Oscar in der Kategorie „Bester Kurzfilm (eine Filmrolle)“ ausgezeichnet. Tex Avery war nur an den ersten drei Folgen beteiligt:
1. Speaking of Animals Down on the Farm (18. August 1941)
2. Speaking of Animals in a Pet Shop (5. September 1941)
3. Speaking of Animals in the Zoo (31. Oktober 1941)

### Metro-Goldwyn-Mayer (1942–1955)
Bei Metro-Goldwyn-Mayer begann für Tex Avery eine neue Ära. Unter der Leitung des Trickfilm-Produzenten Fred Quimby schuf er seine wichtigsten Arbeiten, vor allem die Märchenadaptionen mit einem namenlosen Wolf. Seinen Einstand gab Avery mit dem Anti-Kriegs-Film Blitz Wolf, erstmals mit der Angabe „Directed by Tex Avery“ im Vorspann. Im Titel werden bereits die wichtigsten Mitarbeiter genannt, die fortan das Kreativteam um Tex Avery bilden werden: Ray Abrams, Preston Blair und Ed Love. Erwähnenswert ist auch der Komponist Scott Bradley, dessen Filmmusik einen wesentlichen Teil der Spannung dieser Trickfilme ausmacht. Eine sehr fruchtbare Kooperation ergab sich durch die Zusammenarbeit mit dem Autor Heck Allen, von dem u. a. die Geschichten um Screwy Squirrel stammten.

Well, at Warners they wanted more dignity, or something, so it had to be Fred, my real name. And then, the next move I made, to Metro, they let me take the name of Tex, which everyone knew me by.

„Bei Warner legte man ziemlich viel Wert auf Anstand oder sowas, und so musste es Fred sein, mein richtiger Name. Und dann, als ich zu Metro wechselte, ließ man mich als Tex auftreten, also mit dem Namen, unter dem mich jeder kannte.“

### Walter Lantz (1954–1955)
Tex Avery kehrte schließlich wieder in das Studio zurück, in dem er einst als Animator angefangen hatte. Das Trickfilmstudio von Walter Lantz hatte sich in der Zwischenzeit mit Figuren wie Woody Woodpecker und Chilly Willy etabliert. Während seines kurzen Intermezzos bei Walter Lantz Productions übernahm Tex Avery die Regie von vier Filmen; zwei davon waren Chilly Willy gewidmet. Hinzu kommen die unvollendeten Trickfilme Hold That Rock und Room and Wrath, die nach seinem Weggang von Alex Lovy fertiggestellt wurden. Alex Lovy übernahm auch die Regie bei den weiteren Kurzfilmen mit Droopy Dog.
Tex Avery starb am 26. August 1980 im kalifornischen Burbank an Lungenkrebs.

## Wirkung
Einige Effekte der Filme Falsches Spiel mit Roger Rabbit (1988) und Die Maske (1994) mit Jim Carrey beruhen auf Ideen von Avery.
Die Tex Avery Show aus dem Jahr 1997 ist eine Hommage an den Zeichner, hat aber weder mit seinen Figuren noch mit seinem inhaltlichen Anspruch etwas gemein.

## Weggefährten über Avery
Tex loves to be funny; I think he'd kill himself to get a laugh.

„Tex liebt es, witzig zu sein. Ich glaube, er würde sich umbringen, um einen Lacher zu bekommen.“

Tex was always totally in charge of anything he ever did. That's why he works alone; he just doesn't want to argue with people ... I think, that he's a genuine, native, American genius.

„Bei allem, was er je tat, hatte Tex das Sagen. Deswegen arbeitet er alleine: er will einfach nicht diskutieren. Ich halte ihn für ein echtes, ur-amerikanisches Genie.“

Tex is a hard man to work for; he's a perfectionist to this point: that even when he's ready to turn out a good cartoon, it's still not as good as he wanted to make it.

„Für Tex zu arbeiten ist nicht leicht, denn er ist ein wahrer Perfektionist: Selbst wenn er gerade dabei ist, einen richtig guten Cartoon rauszubringen, ist er unzufrieden, weil der nicht so gut ist, wie er ihn gern hätte.“

## Auszeichnungen & Nominierungen
Sechs Filme, bei denen Tex Avery für die Regie verantwortlich zeichnete, wurden für einen Academy Award in der Kategorie Bester animierter Kurzfilm nominiert. Letztlich wurde Tex Averys Arbeit jedoch nie mit einem Oscar ausgezeichnet.
- 1940: Oscar-Nominierung für Detouring America (Leon Schlesinger)
- 1941: Oscar-Nominierung für A Wild Hare (Leon Schlesinger)
- 1943: Oscar-Nominierung für Blitz Wolf (Fred Quimby)
- 1953: Oscar-Nominierung für Little Johnny Jet (Fred Quimby)
- 1955: Oscar-Nominierung für Crazy Mixed Up Pup (Walter Lantz)
- 1956: Oscar-Nominierung für The Legend of Rockabye Point (Walter Lantz)
- 1957, 1958 und 1959: International Publicity Film Festival Award (für Calo Tiger ads)
- 1960: Television Commercials Council Award
- 1974: Annie Award der ASIFA für Friz Freleng, Chuck Jones und Tex Avery.

## Filmografie (Auswahl)
- 1939: Detouring America – Blitzschnell durch Amerika (Warner Brothers – Merry Melodies)
- 1941: Down on the Farm (Paramount Pictures)
- 1943: What's Buzzin' Buzzard? (Metro-Goldwyn-Mayer)
- 1945: Jerky Turkey (MGM)
- 1953: Little Johnny Jet (MGM)
- 1954: Billy Boy (MGM)
- 1955: Crazy Mixed Up Pup (Walter Lantz Productions)
- 1955: The Legend of Rockabye Point (Walter Lantz)

Märchenadaptionen
- 1937: Little Red Walking Hood (Warner – Merry Melodies)
- 1938: Cinderella Meets Fella (Warner – Merry Melodies)
- 1940: The Bear's Tale (Warner – Merry Melodies)
- 1941: Hollywood Steps Out (Warner – Merry Melodies)
- 1942: Blitz Wolf (mit Adolf Wolf; MGM)
- 1943: Red Hot Riding Hood (mit Der Wolf, MGM)
- 1945: Swing Shift Cinderella (mit Der Wolf, MGM)
- 1949: Little Rural Riding Hood (mit Der Wolf, MGM)

mit Daffy Duck
- 1937: Porky's Duck Hunt (Warner – Looney Tunes)
- 1937: Daffy Duck and Egghead (Warner – Merry Melodies)
- 1938: Daffy Duck in Hollywood (Warner – Merry Melodies)

mit Bugs Bunny
- 1940: A Wild Hare – Die Hasenfalle (Bugs Bunnys Debüt; Warner – Merry Melodies)
- 1941: Tortoise Beats Hare – Die Hasenwette (Warner)
- 1941: The Heckling Hare – Wer jagd wen? (Warner)
- 1941: All This and Rabbit Stew (Warner)

mit Screwy Squirrel
- 1944: Screwball Squirrel (Metro-Goldwyn-Mayer)
- 1944: Happy-Go-Nutty (MGM)
- 1944: The Screwy Truant (MGM)
- 1944: Big Heel-Watha (MGM)
- 1946: Lonesome Lenny (Screwy Squirrels Ableben, MGM)

mit George and Junior
- 1946: Henpecked Hoboes (Metro-Goldwyn-Mayer)
- 1947: Hound Hunters (MGM)
- 1947: Red Hot Rangers (MGM)
- 1948: Half-Pint Pygmy (George and Juniors Ableben, MGM)